# مطار تونس قرطاج الدولي
مطار تونس قرطاج الدولي (إياتا: TUN، إيكاو: DTTA) هو مطار يخدم تونس عاصمة الجمهورية التونسية، سمي المطار بهذا الاسم اعتزازاً بالتاريخ والإرث الثقافي لمدينة قرطاج العاصمة التاريخية والثقافية لتونس، يعتبر المطار المقر الرئيسي ومركز عمليات لشركات الخطوط التونسية، الطيران الجديد تونس، الخطوط التونسية السريعة.
في 2019 وصل عدد المسافرين الذين استخدموا المطار إلى 886 441 6 مسافر.
في 2024 وصل عدد المسافرين الذين استخدموا المطار إلى 701 249 7 مسافر. 

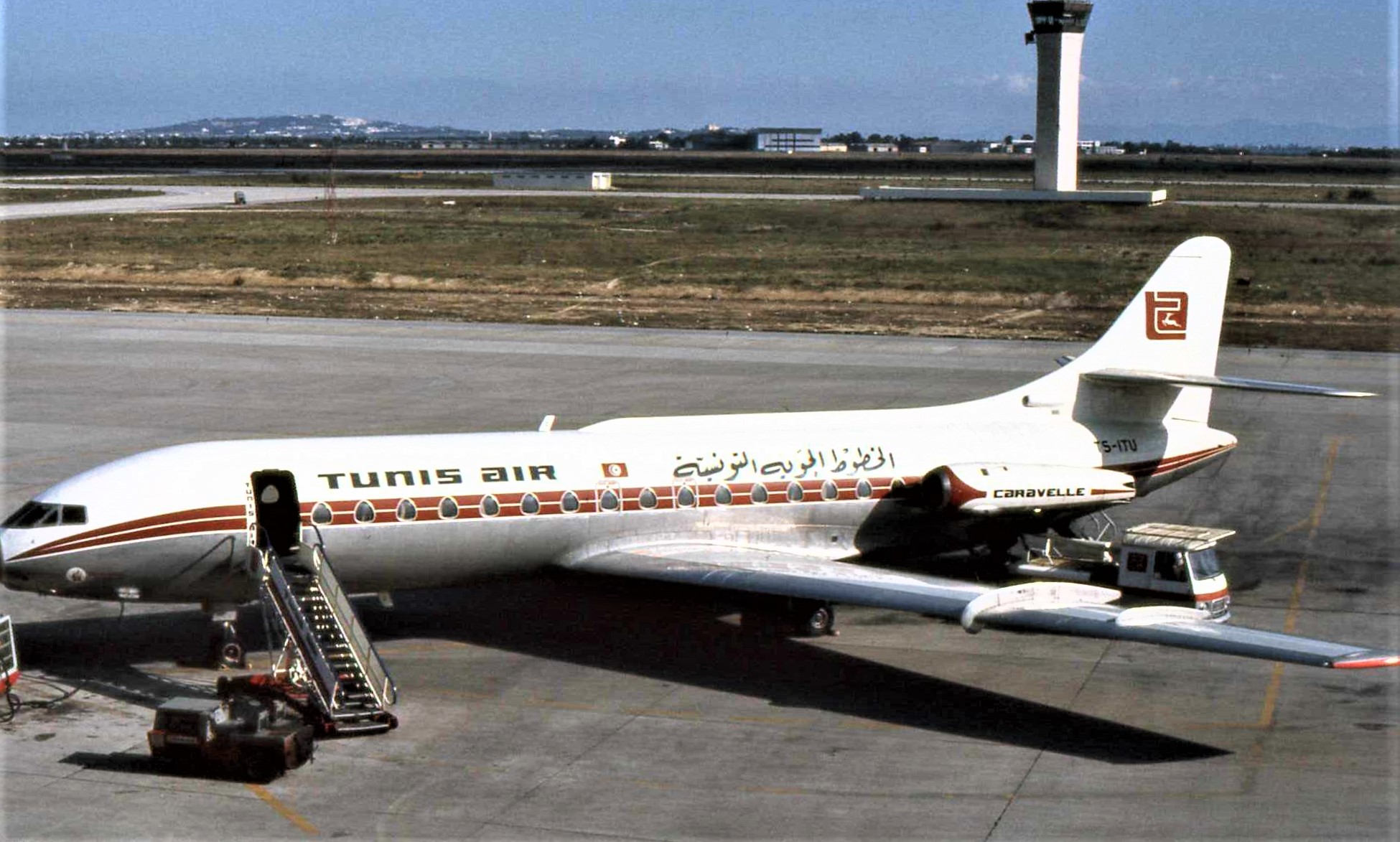
مطار تونس في 1973

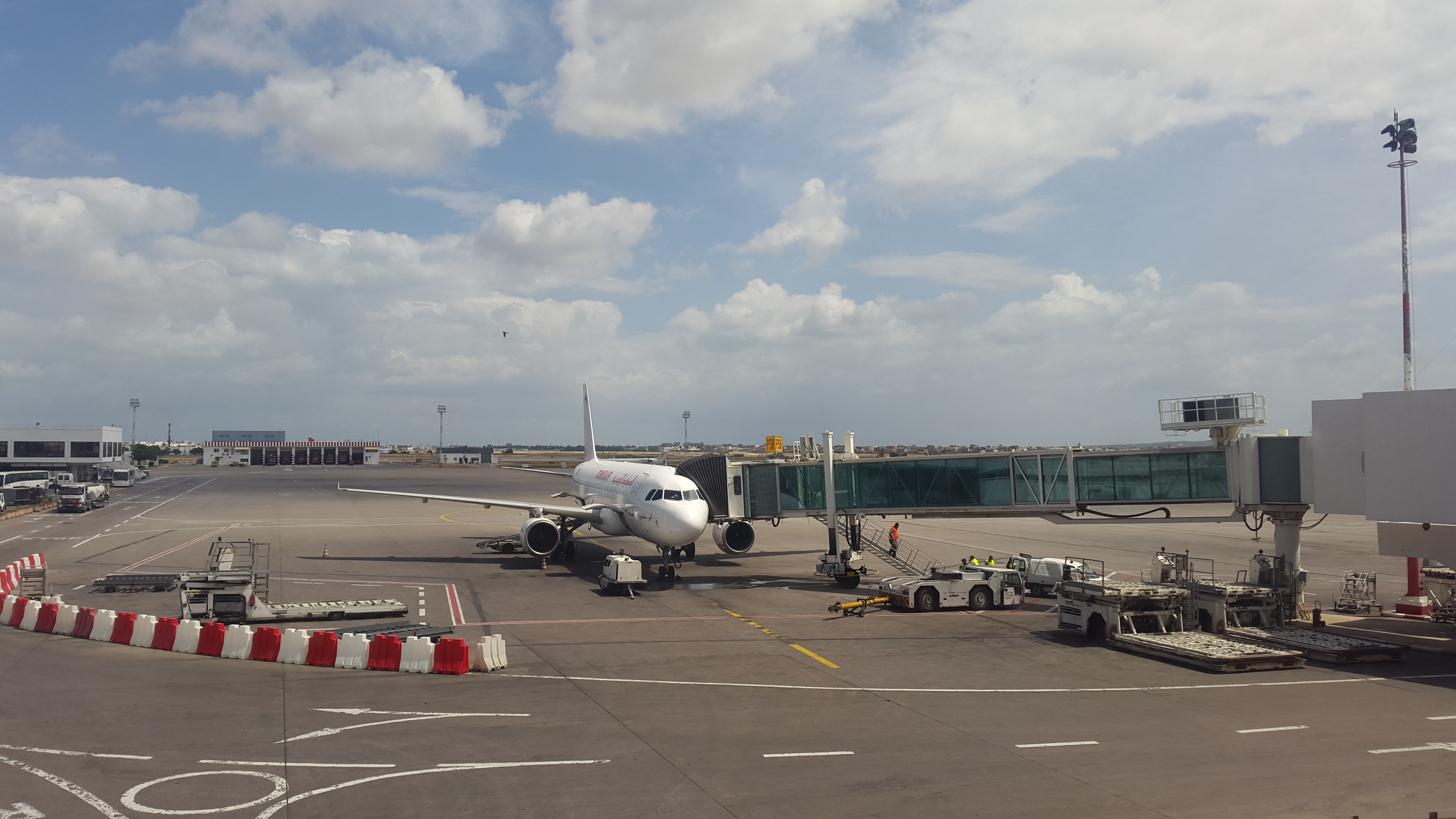
مطار تونس قرطاج الدولي

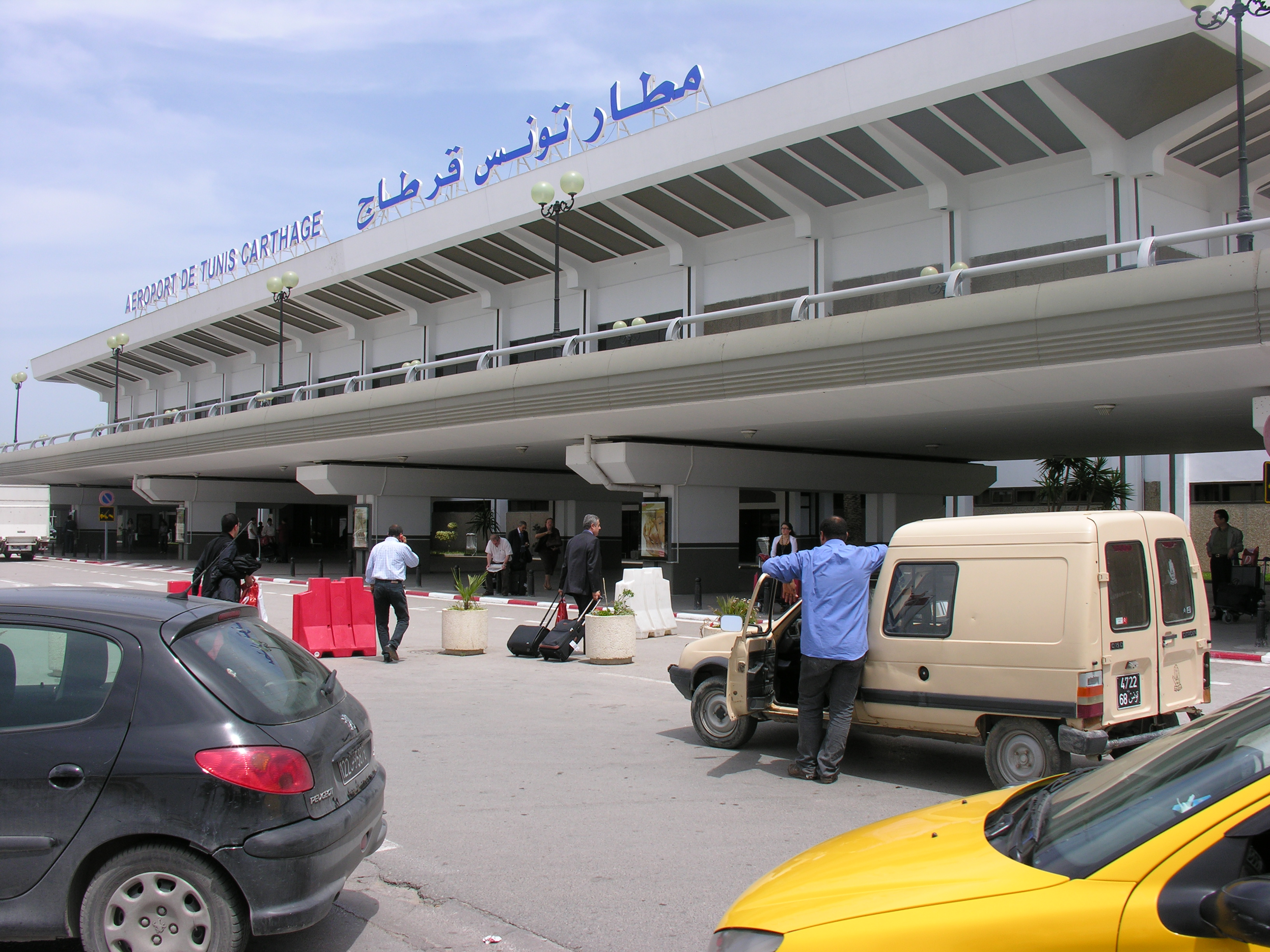
مطار تونس قرطاج الدولي

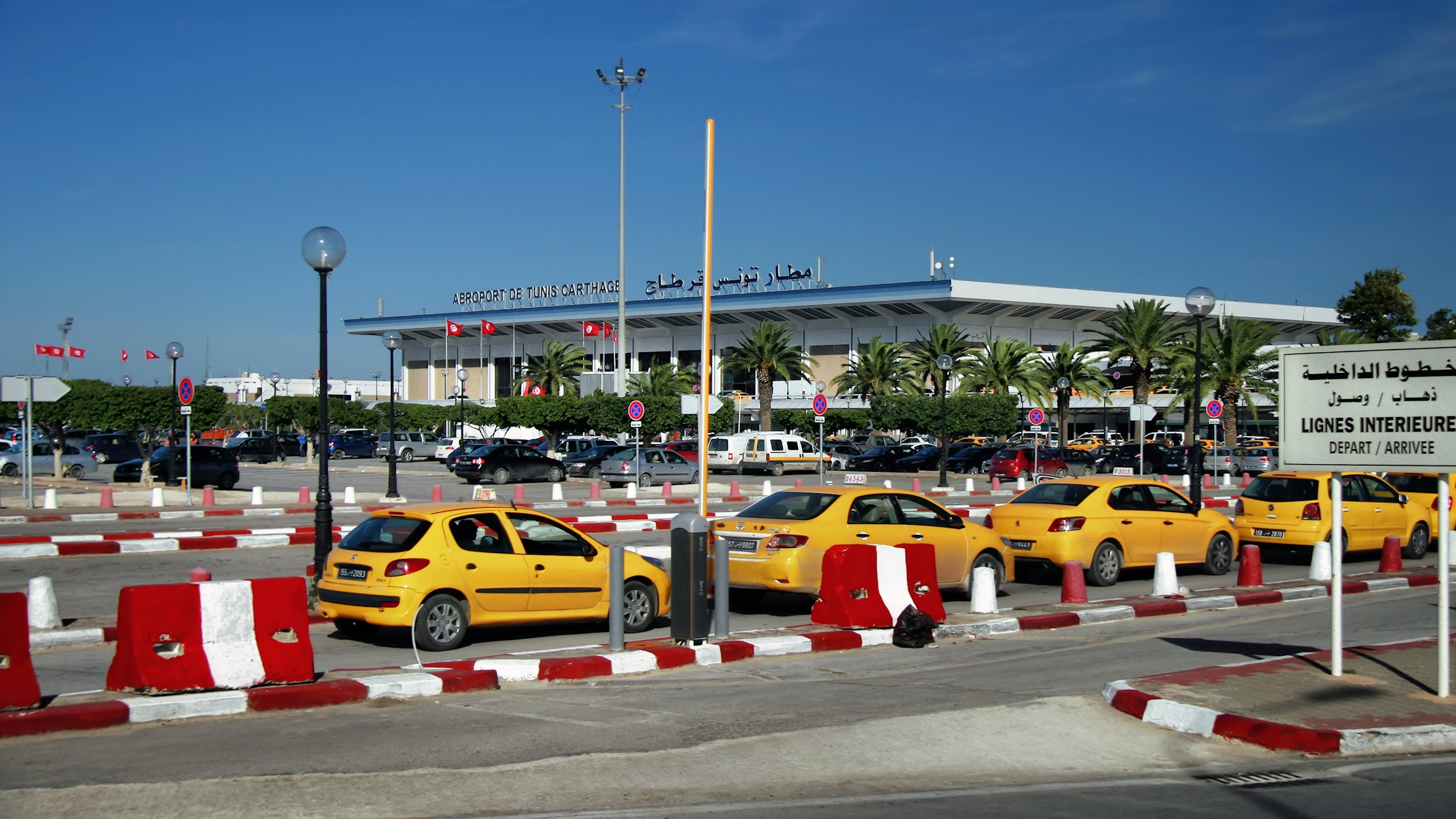
مطار تونس قرطاج الدولي

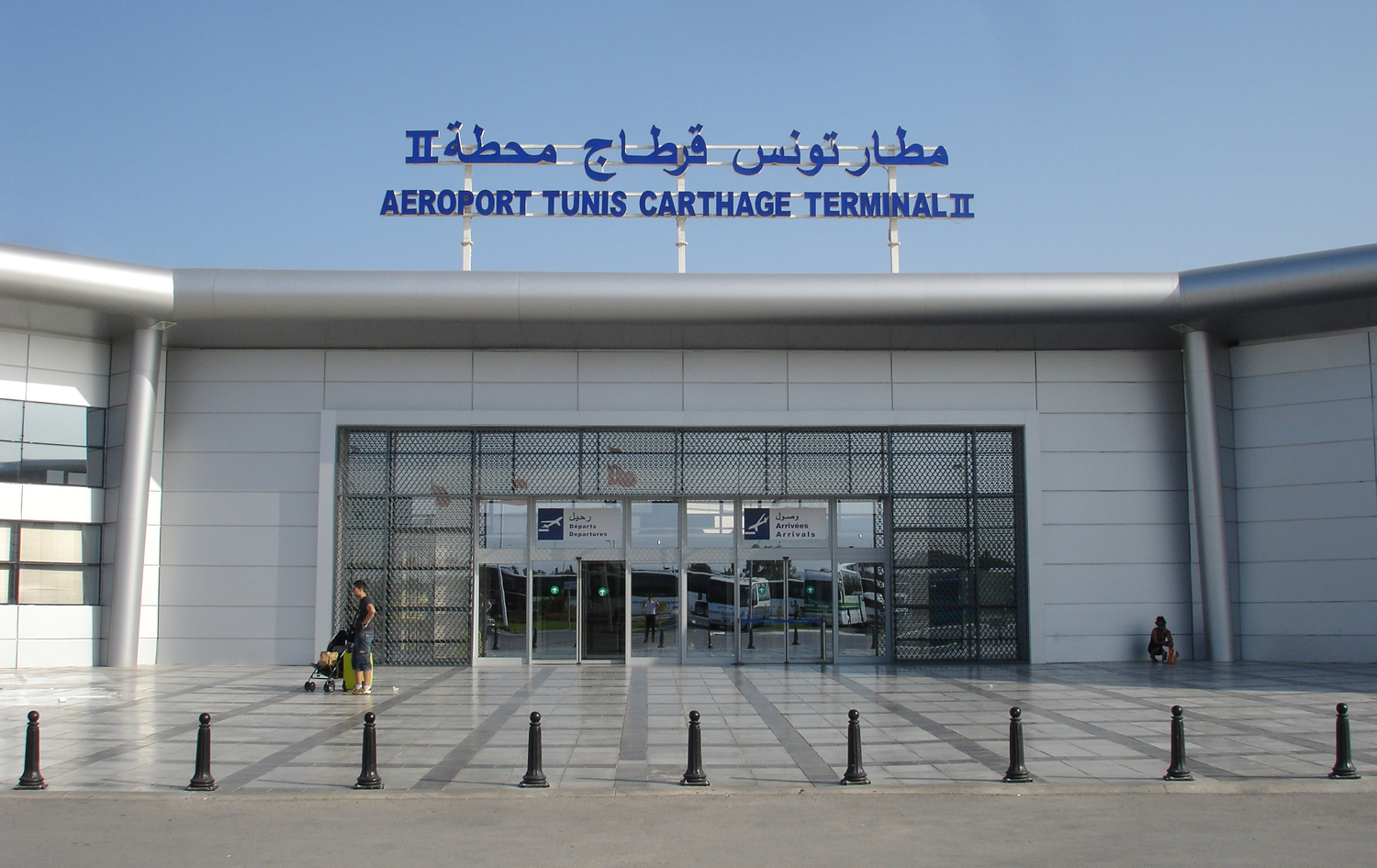
المحطة الجوية 2

## تاريخ
يعود تاريخ المطار إلى عام 1920 عندما تم بناء أول قاعدة للطائرات المائية في تونس على بحيرة تونس.
خلال الحرب العالمية الثانية، تم استخدام المطار من قبل القوات الجوية الأمريكية كمقر رئيسي وقاعدة تحكم للحملة الإيطالية لعام 1943.
في عام 1944، بدأ بناء مطار تونس قرطاج بتمويل من فرنسا بالكامل، وفي عام 1948 أصبح المطار المحور الرئيسي للخطوط التونسية التي بدأت عملياتها مع طائرات من طراز دوغلاس دسي 3.
في عام 1997، تم توسيع مبنى المطار إلى 57,448 متر مربع، يتكون من طابقين (المغادرة والوصول) ويتسع لـ 000 400 4 مسافر في السنة.

## التنقل بين مباني المطار
تربط حافلات النقل التي تغادر كل 10 دقائق بين مباني المطار.

## المحطة الثانية
يتم تخصيص محطة ثانية وهي مطار ثان مخصص لنقل الحجاج والتخفيف على المطار حيث يتنقل قلة من المسافرين الآخرين فيه .

## اتجاهات القيادة
تستغرق الرحلة من 15 إلى 30 دقيقة بالسيارة من مركز المدينة إلى مطار تونس قرطاج الدولي، تبعا لحركة المرور. انطلاقا من المدينة، اتبع الطريق A1 حتى يتقاطع مع الطريق P 9 الذي يؤدي مباشرة إلى المطار.

## تأجير السيارات
تشمل شركات تأجير السيارات في مطار تونس قرطاج الدولي : آفيس، بدجيت، هيرتز وسيكست. لدى كل شركة من هذه الشركات مكاتب في صالة القادمين، إلا أنه لا يوصى بقيادة السيارات بالنسبة لزائري الدولة.

## المواصلات العامة وسيارات الأجرة
الحافلات : يتم تسيير الحافلة المحلية رقم 35 إلى المدينة ومحطة قطار تونس مارين ( مدة الرحلة: 30 دقيقة؛ التعرفة: 0.80 دينارا تونسيا تقريبا ).
سيارات الأجرة : تتوفر سيارات الأجرة الصفراء المزودة بعدادات في موقف سيارات الأجرة خارج مبنى المطار. يجب تجنب سيارات الأجرة العشوائية ( غير المنظمة ) حيث أن تعرفتها غالبا ما تتجاوز التعرفة المقررة، ومن الحكمة أيضا تجنب التعرض للمتاجرة. تستغرق الرحلة إلى تونس 20 دقيقة تقريبا، ويبلغ متوسط تعرفة الذهاب إلى مركز المدينة 5 دنانير تونسية تقريبا ( تزيد التعرفة بنسبة 50 % بعد الساعة 09:00 ليلا ).

## موقف السيارات
يقع موقف السيارات الذي يتسع إلى 2,500 سيارة خارج المبنى الرئيسي مباشرة، كما توجد مساحة تتسع ل 500 سيارة إضافية خارج مبنى المطار رقم 2.

## مكاتب الاستعلامات والدعم
يوجد مكتب لإستعلامات السائحين في الصالة الرئيسية من مبنى المطار 1، كما يوجد مكتب آخر في مبنى المطار 2 والذي يفتح أبوابه فقط للرحلات القادمة.

## مرافق المطار
الخدمات المالية : تتوفر ماكينات الصراف الآلي وأكشاك تصرف العملات على مدار الساعة في مناطق القادمين والمغادرين. يتعين تبديل العملات داخل تونس حصرا.
الاتصالات : تتوفر الهواتف العامة في صالات القادمين والمغادرين. هناك مكتب بريد في صالة المغادرين. كما أن خدمة تأجير الهواتف المتحركة متاحة داخل المطار. وتتوفر خدمة الاتصال اللاسلكي بالإنترنت في بعض
المطاعم.
المأكولات : توجد في مطار تونس قرطاج الدولي عدة مقاه تقدم الوجبات الخفيفة بالإضافة إلى المأكولات المحلية والعالمية. يوجد مطعم متكامل الخدمات في صالة المغادرين.
التسوق : كما توجد منافذ للسوق الحرة في صالة القادمين والمغادرين. تتوفر أيضا محلات لبيع البضائع الفاخرة والمنتجات المحلية.
الأمتعة : يوجد كاونتر بالقرب من مكتب الاستعلامات العامة خاص بالأمتعة المفقودة والتي تم العثور عليها. لا تتوفر خدمة حفظ الأمتعة في المطار، ولكن تتوفر عربات حمل الأمتعة.
التسهيلات الأخرى : تشمل التسهيلات الأخرى وجود وكالة سفر وصالون حلاقة في صالة القادمين، بالإضافة إلى مكتب سياحي صغير في الطابق الأول من صالة المغادرين. الإسعافات الأولية متاحة أيضا في الموقع.

## خدمات المؤتمرات والأعمال
توجد صالة لكبار الشخصيات في صالة المغادرين. لا تتوفر تسهيلات خاصة بالأعمال أو المؤتمرات في مطار تونس قرطاج الدولي، ولكن توجد قاعات اجتماعات في فندق جراند تونس القريب من المكان.

## خدمات ذوي الاحتياجات الخاصة
تم تركيب مصاعد وسلالم ودورات مياه خاصة في مطار تونس قرطاج الدولي لمساعدة المسافرين من ذوي الاحتياجات الخاصة. تتوفر الكراسي المتحركة لدى كاونترات شركات الطيران. يتعين على المسافرين الذين يحتاجون إلى مساعدة خاصة الاتصال بشركة الطيران التي يسافرون معها قبل المغادرة.

## فنادق المطار
لا توجد فنادق في مطار تونس قرطاج الدولي.

## شركات الطيران

### الخطوط الداخلية
| شركات الطيران           | الوجهات الوجهات ( آخر تحديث 2022-07-15) |
| ----------------------- | --------------------------------------- |
| الخطوط التونسية السريعة | جربة - توزر - صفاقس - قابس              |

### الخطوط الدولية
| شركات الطيران           | الوجهات ( آخر تحديث 2022-07-15) |
| ----------------------- | --- |
| الخطوط التونسية         | - أوروبا: فيينا - ميونخ - فرانكفورت - دوسلدورف - باريس أورلي - ستراسبورغ - ليون - نيس - مارسيليا - تولوز - بوردو - جنيف - بروكسل - ميلان - البندقية - بولونيا - روما - برشلونة - مدريد - لندن هثرو - لندن ستانستد - أفريقيا: طرابلس - بنغازي - الجزائر - وهران - الدار البيضاء - نواكشوط - القاهرة - باماكو - واغادوغو - أبيدجان - نيامي - ليبرفيل - كوتونو - داكار - كوناكري - آسيا: إسطنبول - جدة - أمريكا الشمالية: مونتريال |
| الخطوط التونسية السريعة | قسنطينة - نابولي - باليرمو - مالطا |
| الطيران الجديد تونس     | الجزائر - أنطاليا - دالامان - بودروم - إسطنبول - سانت بطرسبوغ - باريس شارل ديغول - ستراسبورغ - ليون - نيس - مارسيليا - تولوز - نانت - جنيف - ليل - بروكسل - ميلان - لندن غاتويك |
| ترانسافيا فرنسا         | باريس أورلي - ليون - مارسيليا - مونبلييه - نانت |
| أ إس إل                 | تولوز |
| توي فلاي بلجيكا         | بروكسل شارلروا الجنوب |
| الخطوط الملكية المغربية | الدار البيضاء |
| الخطوط الجوية الجزائرية | الجزائر |
| الملكية الاردنية        | عمان |
| الموريتانية للطيران     | نواكشوط |
| الخطوط الجوية الفرنسية  | باريس شارل ديغول - باريس أورلي - نيس - مارسيليا |
| خطوط إيجة الجوية        | أثينا |
| الخطوط الجوية التركية   | إسطنبول - أنطاليا |
| الخطوط الجوية القطرية   | الدوحة |
| الخطوط السعودية         | جدة |
| طيران الامارات          | دبي |
| لوفتهنزا                | فرانكفورت - ميونخ |
| يورو وينجز              | ستوتكارت - دوسلدورف - كولونيا |
| لوكس إير                | لوكسمبورغ |
| فيولينغ                 | برشلونة |
| طيران أوروبا            | مدريد |
| إيتا                    | روما |
| مصر للطيران             | القاهرة |
| الخطوط الجوية الليبية   | طرابلس - مصراتة - بنغازي |
| الخطوط الجوية الأفريقية | طرابلس - مصراتة - بنغازي |
| طيران البراق            | مصراتة |
| الأجنحة الليبية         | طرابلس |
| برنيق للطيران           | بنغازي |

## المسافرين
| السنوات       | 2009        | 2010        | 2011        | 2012        | 2013        | 2014        | 2015        | 2016        | 2017        | 2018        | 2019      |
| ------------- | ----------- | ----------- | ----------- | ----------- | ----------- | ----------- | ----------- | ----------- | ----------- | ----------- | --------- |
| عدد المسافرين | ▲ 323 257 4 | ▲ 449 592 4 | ▼ 705 994 3 | ▲ 021 249 5 | ▼ 000 025 5 | ▲ 000 146 5 | ▼ 992 247 4 | ▲ 000 900 4 | ▲ 808 720 5 | ▲ 712 235 6 | 886 441 6 |
| المصادر       |             |             |             |             |             |             | [ 4 ]       |             |             | [ 5 ]       | [ 6 ]     |

| السنوات       | 2020 | 2021 |
| ------------- | ---- | ---- |
| عدد المسافرين |      |      |
| المصادر       |      |      |

## حوادث
- في 7 مايو 2002 تحطمت طائرة مصر للطيران الرحلة 843 من طراز بوينغ 737-500 بعد اصطدامها بأحد الجبال وذلك أثناء هبوطها في المطار، ونتج عن الحادث مقتل 15 شخصاً وإصابة 49 آخرين.

## وصلات خارجية
- (بالفرنسية) مطار تونس قرطاج الدولي على موقع ديوان الطيران المدني والمطارات (تونس).
- (بالفرنسية) مطار تونس قرطاج الدولي على موقع الدليل العالمي للمطارات.